# Plagi egipskie

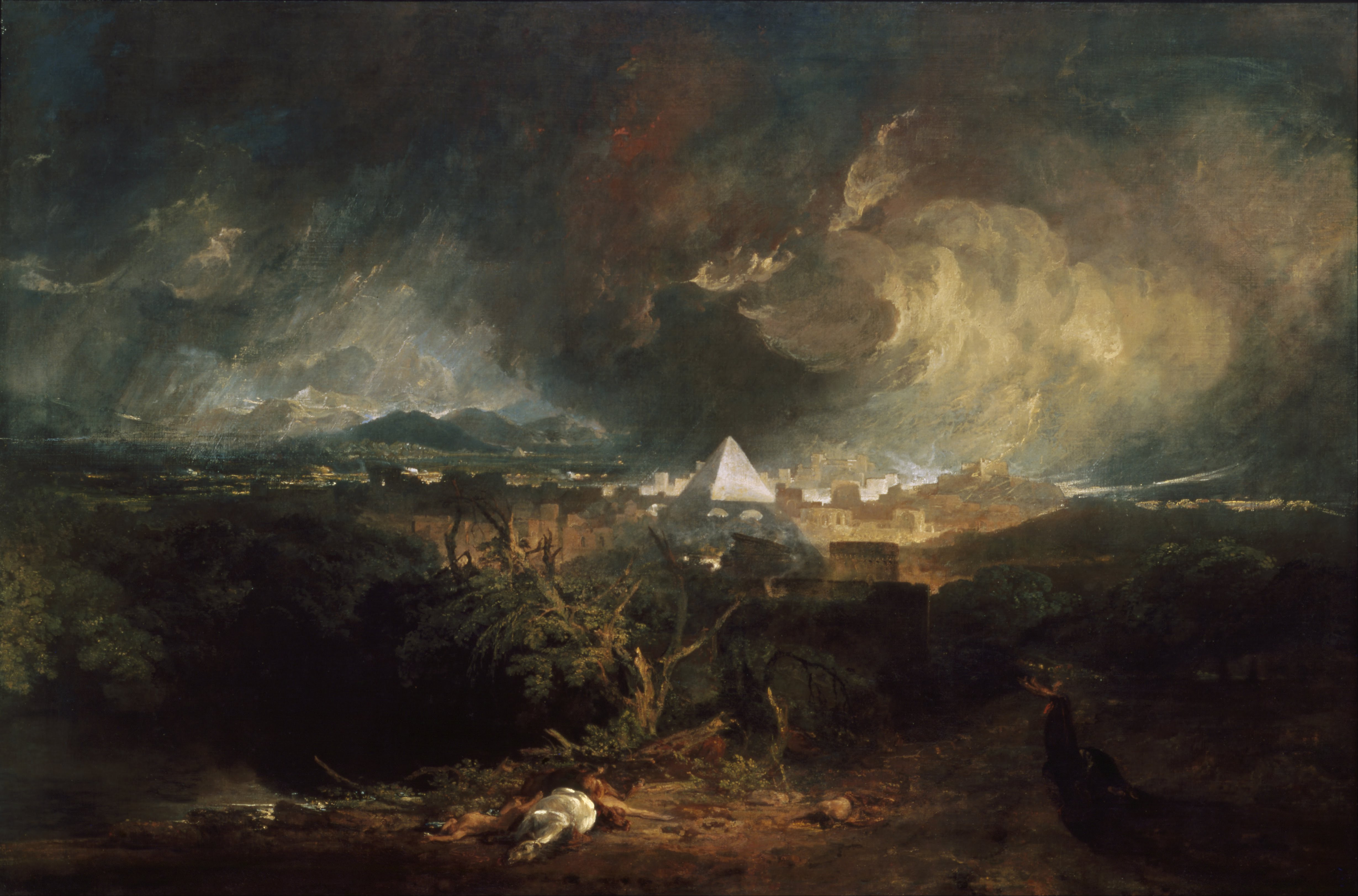
Piąta plaga (mal. William Turner, 1800)

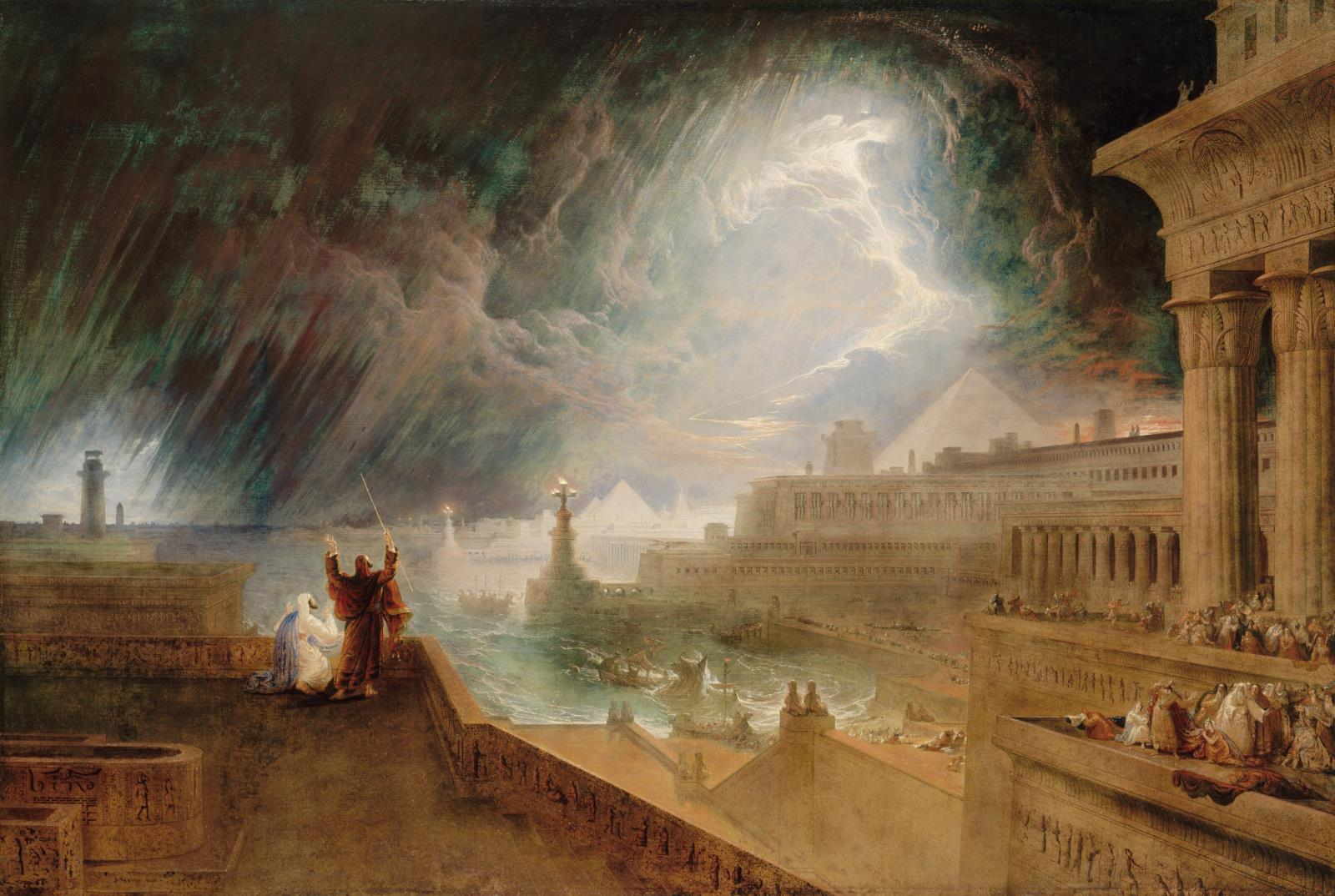
Siódma plaga (mal. John Martin, 1823)

Plagi egipskie (hebr. ‏מכות מצרים‎, Makot Micrajim), plagi biblijne lub dziesięć plag (hebr. ‏עשר המכות‎, Eser Ha-Makot) – dziesięć klęsk sprowadzonych na Egipt przez Boga Jahwe, opisanych w biblijnej Księdze Wyjścia, w rozdziałach 7–12. Miały one skłonić faraona, by zgodził się na opuszczenie jego państwa przez Izraelitów.

## Rodzaj i kolejność
Charakter poszczególnych plag oraz ich następstwo według Biblii:
1. (Wj 7,14–25) plaga krwi (דָם „dam”)
2. (Wj 7,26–8,11) plaga żab (צְּפַרְדֵּים „cfardeim”, w innych wersjach przypuszcza się, iż to były gady)
3. (Wj 8,12–15) komary (כִּנִּים „kinim”)
4. (Wj 8,16–28) muchy (עָרוֹב „arow”) – pierwsza plaga, która nigdy nie dotknęła Izraelitów mieszkających w Goszen(inne języki)
5. (Wj 9,1–7) pomór bydła (דֶּבֶר „dewer”)
6. (Wj 9,8–12) wrzody (שְׁחִין „szchin”)
7. (Wj 9,13–35) grad (בָּרָד „barad”)
8. (Wj 10,1–20) szarańcza (אַרְבֶּה „arbe”)
9. (Wj 10,21–29) ciemność (חוֹשֶך „choszech”), stąd „egipskie ciemności”
10. (Wj 11,1–12,36) śmierć pierworodnych (מַכַּת בְּכוֹרוֹת „makat bechorot”).

## Kultura

### Muzyka
- 1984 – tekst utworu Creeping Death zespołu Metallica został napisany z perspektywy anioła śmierci, który opisuje 10 plag egipskich[4].
- Jedna z plag – śmierć pierworodnych – jest wspomniana w utworze amerykańskiego jazzmana Louisa Armstronga Go Down Moses[5].

### Kinematografia
- 1923 – niemy film Cecila B. DeMille’a Dziesięcioro przykazań[6].
- 1956 – remake niemego filmu w reżyserii Cecila B. DeMille’a Dziesięcioro przykazań[7].
- 1971 – horror Odrażający dr Phibes z udziałem aktora Vincenta Price’a. Anton Phibes mści się za śmierć żony, wymyślając wyszukane morderstwa oparte na starotestamentowych dziesięciu plagach egipskich[8].
- 1998 – animowany film Książę Egiptu[9].
- 1999 – w 18 odcinku 10 sezonu Simpsonów pt. Opowieści biblijne Simpsonów opowiedziana jest historia o plagach egipskich i historii wyjścia z Egiptu w alternatywnej wersji[10].
- 1999 – horror Mumia. Obudzona mumia przynosi ze sobą 10 plag egipskich[11].
- 2000 – w serialu animowanym Głowa rodziny w jednym z odcinków pokazano plagi egipskie. W tej wersji plagi dotknęły tylko jedną rodzinę[12].

Gry wideo
- gra Rusty Lake Paradise oparta jest na fabule dotyczącej dziesięciu plag egipskich[13].
- W grze South Park: Kijek Prawdy występuje klasa bojowa „Żyd” ze zdolnością „Klątwa egipska”, która polega na sprowadzeniu na przeciwnika wszystkich dziesięciu plag egipskich[14].